# Zeuxine montana
Zeuxine montana är en orkidéart som beskrevs av Rudolf Schlechter. Zeuxine montana ingår i släktet Zeuxine och familjen orkidéer. Inga underarter finns listade i Catalogue of Life.